# مجزرة أفشار
عملية أفشار كانت عملية عسكرية في أفغانستان وقعت في 11–12 فبراير 1993 خلال الحرب الأهلية الأفغانية الثانية. أُطلقت العملية من قبل حكومة دولة أفغانستان الإسلامية التي يديرها أحمد شاه مسعود وبرهان الدين رباني وقوات الاتحاد الإسلامي الشبه العسكرية التابعة لعبد الرسول سياف المتحالفة، ضد ميليشيات الحزب الإسلامي لقلب الدين حكمتيار وحزب الوحدة الإسلامي لعبد العلي مزاري في مقاطعة أفشار في غرب كابل التي تحتوي على عدد كبير من السكان وتتكون بالغالب من القزلباش. وكان حزب الوحدة الهزاري جنبًا إلى جنب مع الحزب الإسلامي البشتوني لحكمتيار قد قصفوا المناطق المكتظة بالسكان في شمال كابل من مواقعهم في أفشار، مما أسفر عن مقتل الآلاف. لمواجهة القصف، هاجمت قوات الحكومة أفشار من أجل الاستيلاء على مواقع حزب الوحدة وزعيمه مزاري، وتعزيز أجزاء المدينة التي تسيطر عليها الحكومة.
أصبحت العملية منطقة حرب حضرية وتصاعدت إلى ما يسمى مجزرة أفشار عندما قامت قوات الاتحاد الإسلامي لسياف وقوات الجمعية الإسلامية لمسعود بارتكاب "مذابح بشرية متكررة" وانقلبوا على المسلمين الشيعة. ظهرت تقارير بأن قوات سياف الوهابية السنية المدعومة من السعودية قد هاجت في أفشار بالقتل وإحراق المنازل.  كان حزب الوحدة والاتحاد الإسلامي متورطين في حملات خطف منهجية ضد المدنيين من "الجانب المعاكس"، وهو نمط استمر عليه الاتحاد في أفشار. بالإضافة إلى قادة الاتحاد، تم تسمية اثنين من القادة الحكوميين التسعة على الأرض، أنور دانجر (الذي انشق لاحقًا إلى طالبان) وملا عزت، أيضاً كقادة للقوات التي نفذت الانتهاكات. وتصف التقارير النهب، والقصف العشوائي من قبل رجال سياف وذبح آلاف المدنيين من عرقية الهزارة. في حالة واحدة، أصيب مدنيون هاربون في الشوارع بالنيران من قبل جنود الحكومة. وفي الوقت نفسه، أفادت مصادر أن قوات الحكومة في حادث آخر حملت مدني أفشاري جريح إلى مكان آمن وأن بعض القادة على الأرض حاولوا منع وقوع الانتهاكات.
أمر وزير الدفاع في الدولة الإسلامية أحمد شاه مسعود بإيقاف الجرائم على الفور في اليوم الثاني من العملية، لكن النهب وتدمير المنازل استمر في اليوم الثاني. ثم عيَّن مسعود قائداً شيعياً، حسين أنوري لضمان سلامة السكان المدنيين الشيعة في أفشار. ومع ذلك أصبح أنوري نفسه مشهوداً بإرهاب المدنيين البشتون الذين تعرضوا أيضاً للاغتصاب والاعتداء.
وأمر أيضًا بسحب جميع القوات المهاجمة وأقنع سياف بالقيام بنفس الشيء. قامت حكومة الدولة الإسلامية بالتعاون مع ميليشيا حزب الوحدة العدو آنذاك بالإضافة إلى مدنيي أفشار بإنشاء لجنة للتحقيق في الجرائم التي وقعت في أفشار. دفعت اللجنة فدية إلى 80–200 شخص محتجزين من قبل العديد من قادة الاتحاد. لكن 700–750 شخص مختطفين من قبل الاتحاد خلال الحملة لم يعودوا أبداً ولكن تم الاكتشاف أنهم على قيد الحياة في وقت لاحق وأُطلق سراحهم عشوائياً. قتل حوالي 20 شخصًا. تلقت اللجنة نفسها معلومات بأن العديد من النساء قد اُختطفن خلال العملية، لكنها قالت أن عدد قليل من العائلات بلغت عن ذلك. تمت عملية أفشار بموافقة مسعود، على الرغم من أنه لم يوافق على أساليب سياف.
كانت عملية أفشار، التي شهدت استهداف المئات من البشتون السنة والهزارة الشيعة بشكل منهجي وتفريغهم من القرى في المنطقة، أول حادثة ذات اتجاه طائفي كهذه في تاريخ أفغانستان الحديث. كما يعتبر أحد أسوأ الأحداث الفردية في حروب أفغانستان.